# Pierre à dîme
Une pierre à dîme (ou pierre de dîme, pierre à la dîme, pierre dîmière) est un instrument de mesure en pierre qui servait lors de la collecte de la dîme, redevance au profit des institutions de l'Église mise en place par un décret de Charlemagne (779) et maintenue en France jusqu'à la Révolution. La dîme était le plus souvent prélevée en nature et la pierre servait à la mesure soit des produits prélevés, soit plus probablement de leurs contenants, tels que pots, boisseaux ou paniers, fonctionnant alors comme un étalon.

## Pierres à dîme conservées en France
- Pierre de dîme de Châtel-Guyon[1] (Puy-de-Dôme), aujourd'hui exposée place de l'Orme.
- Pierre à dîme de Cognin-les-Gorges (Isère).
- Pierre à dîme de Morlac (Cher), trouvée et conservée sur le site de l'ancien prieuré de Souages.
- Pierre des redevances de Mouthe (Doubs), située place de l'Église. MH.
- Pierre à dîme de Prompsat (Puy-de-Dôme), au village de Chirat.
- Pierre à dîme de Sail-sous-Couzan[2] (Loire).

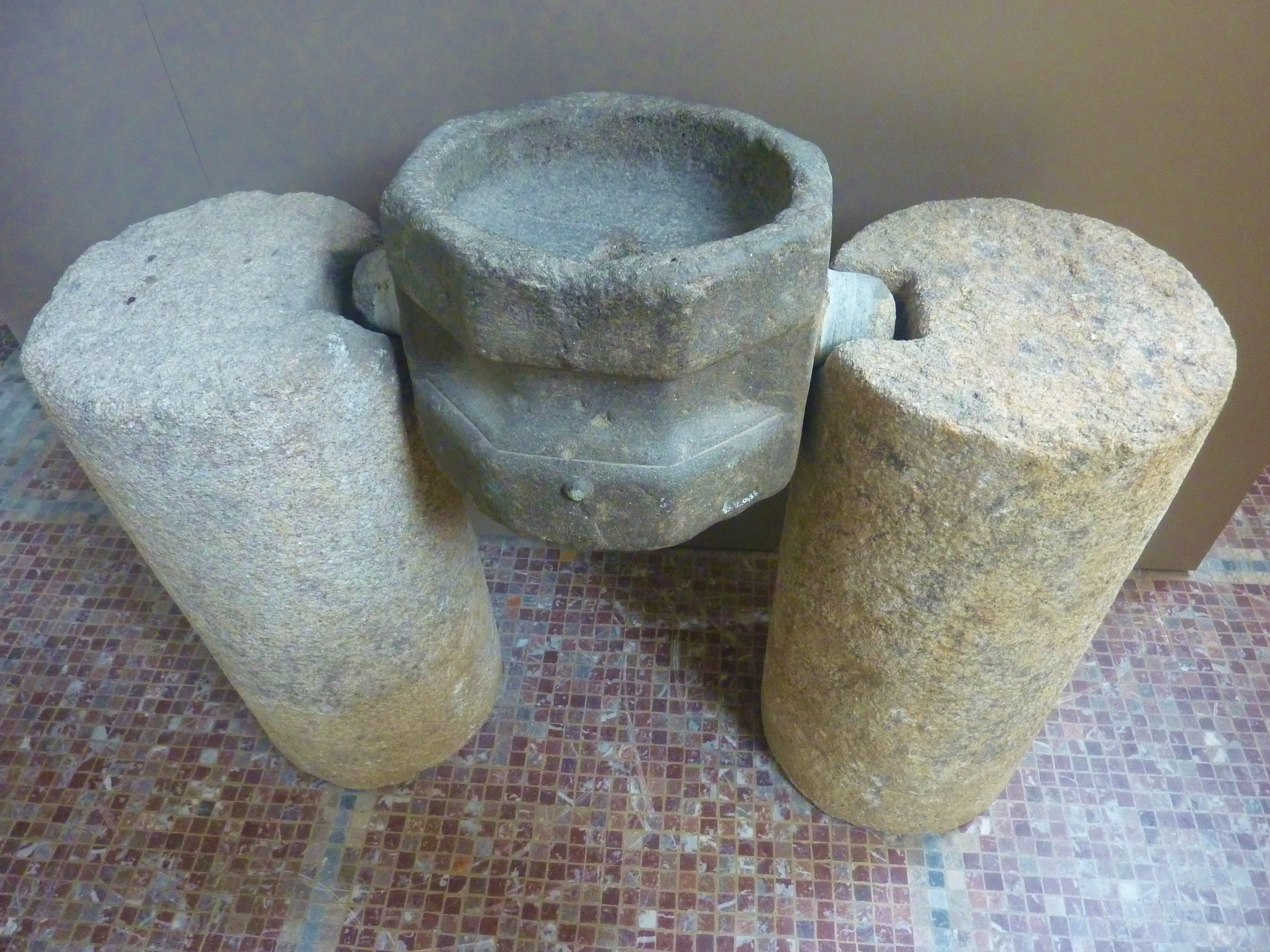
Mesure pivotante en pierre de kersantite servant au paiement de la dîme (XVe siècle, musée du Léon de Lesneven).
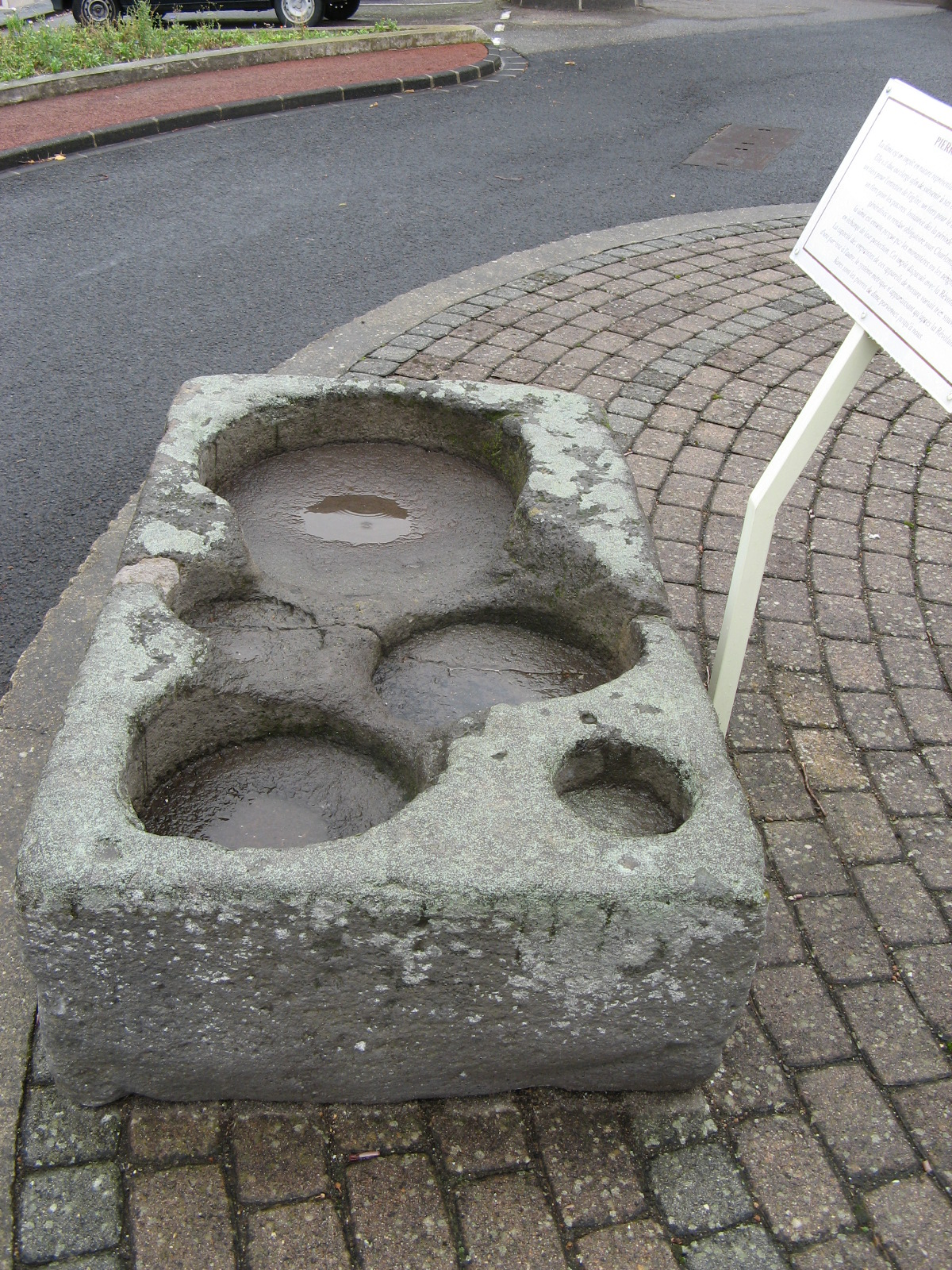
Pierre de la dîme à Châtel-Guyon[note 1].